# 21 21 DESIGN SIGHT

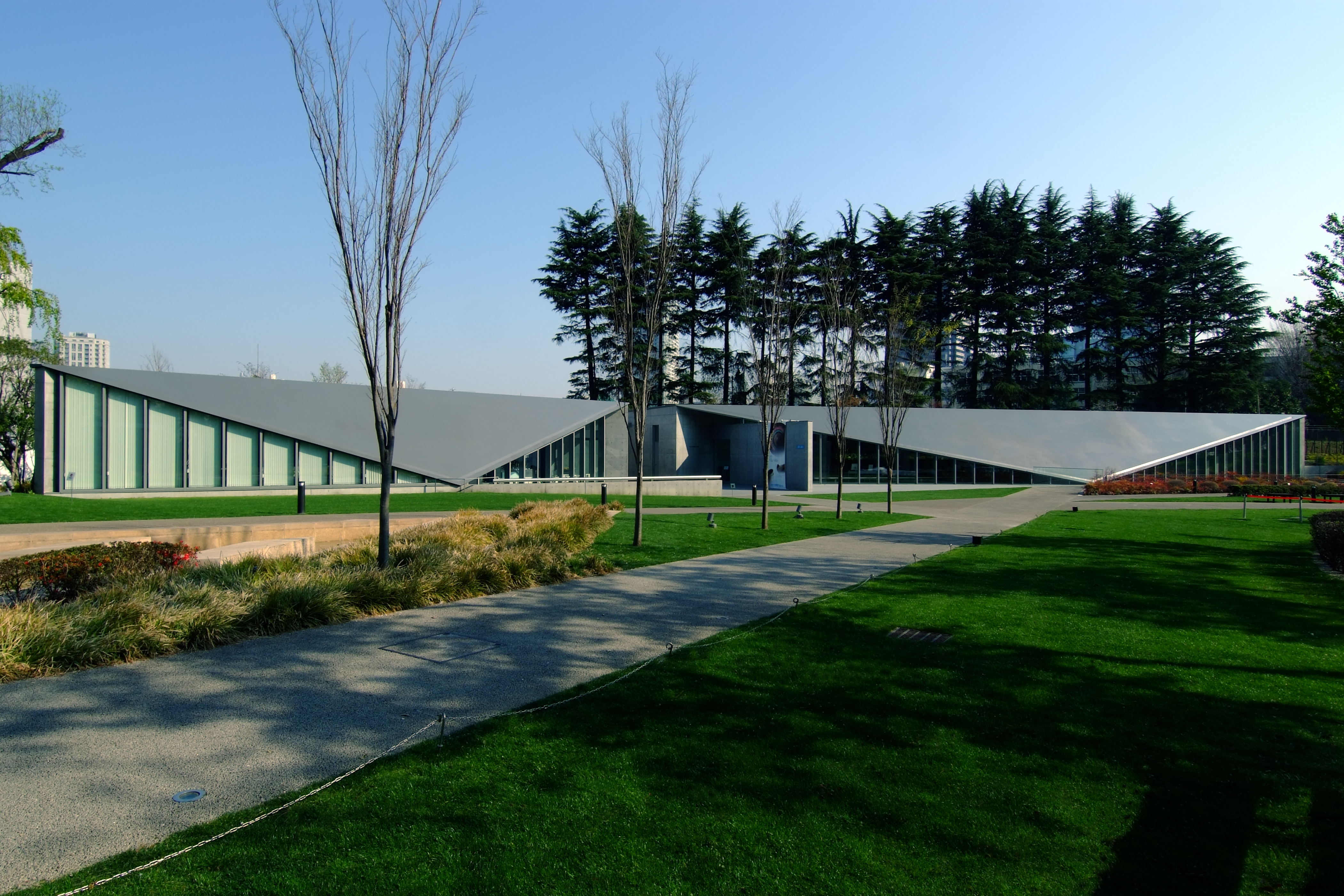
Le 21_21 DESIGN SIGHT

Le 21_21 DESIGN SIGHT (トゥーワン・トゥーワン・デザインサイト, tū wan tū wan dezain saito) est un musée situé dans le district de Roppongi, arrondissement de Minato à Tokyo, au sein du complexe Tokyo Midtown. Le musée, qui a ouvert ses portes en 2007, est le premier musée japonais consacré au design.
Conçu par Tadao Ando, il est à présent considéré comme une des œuvres d'architecture distinctive de Tokyo. Les administrateurs actuels sont trois des designers les plus célèbres du Japon — Issey Miyake, Taku Satoh et Naoto Fukasawa.